# Шахзадпур
Шахзадпу́р (бенг. শাহজাদপুর, англ. Shahjadpur) — город и муниципалитет на севере Бангладеш, административный центр одноимённого подокруга.

## География
Площадь города равна 19,52 км².

## Демография
По данным переписи 2001 года, в городе проживало 65 897 человек, из которых мужчины составляли 51,95 %, женщины — соответственно 48,05 %. Плотность населения равнялась 3376 чел. на 1 км². Уровень грамотности населения составлял 34,5 % (при среднем по Бангладеш показателе 43,1 %).